# سرزمین موعود (فیلم ۲۰۰۲)
«سرزمین موعود» (انگلیسی: Promised Land) یک فیلم است به کارگردانی Jason Xenopoulos که در سال ۲۰۰۲ منتشر شد.